# Rumex nervosus
Rumex nervosus är en slideväxtart som beskrevs av Vahl. Rumex nervosus ingår i släktet skräppor, och familjen slideväxter. Inga underarter finns listade i Catalogue of Life.